# ハプスブルク万歳!
『ハプスブルク万歳!』（ハプスブルクばんざい、ドイツ語: Habsburg Hoch!）作品408は、ヨハン・シュトラウス2世が作曲した行進曲。

## 楽曲解説
1282年12月、初めてハプスブルク家から選出された神聖ローマ皇帝ルドルフ1世は、プシェミスル家からオーストリア、シュタイアーマルク、ケルンテンを没収した。それから600年後の1882年、オーストリアがハプスブルク家によって統一されてから600年となることを記念して、帝都ウィーンで大祝典が催されることとなった。
ワルツ王ヨハン・シュトラウス2世とその弟エドゥアルト・シュトラウス1世は、ともに「宮廷舞踏会音楽監督」の称号を持っていた。そのため、ふたりはこの祝典のために新曲を作って、それぞれ音楽会を開いて披露せねばならなかった。
ヨハン2世は、『ハプスブルク万歳!』という題名のもとに、フランツ・ヨーゼフ・ハイドンの『皇帝讃歌』や父親ヨハン・シュトラウス1世の『オイゲン皇子行進曲』『ラデツキー行進曲』などを組み入れてこの行進曲を作り上げた。1882年12月17日、ヨハン2世自身の手でカール劇場にて指揮演奏された。
なお、当楽曲はその後のシュトラウス楽団のレパートリーには入っていない。

## 関連作品
- 『オーストリア人民の忠誠』 - エドゥアルト1世が作曲した行進曲。作品番号は211。12月17日、ムジークフェライン・ザールにおいて開かれた特別演奏会で、エドゥアルト1世が自ら100人の軍楽隊を指揮して発表したという[1]。